# Osséja
Osséja är en kommun i departementet Pyrénées-Orientales i regionen Occitanien i södra Frankrike. Kommunen ligger i kantonen Saillagouse som tillhör arrondissementet Prades. År 2022 hade Osséja 1 376 invånare.

## Befolkningsutveckling
Antalet invånare i kommunen Osséja
| Referens: INSEE |